# 23 germinal
23 ventôse 23 floréal
Le tridi 23 germinal, officiellement dénommé jour du marronnier, est le 203e jour de l'année du calendrier républicain.
C'était généralement le 12e jour du mois d'avril dans le calendrier grégorien.